# Willem van Schendel

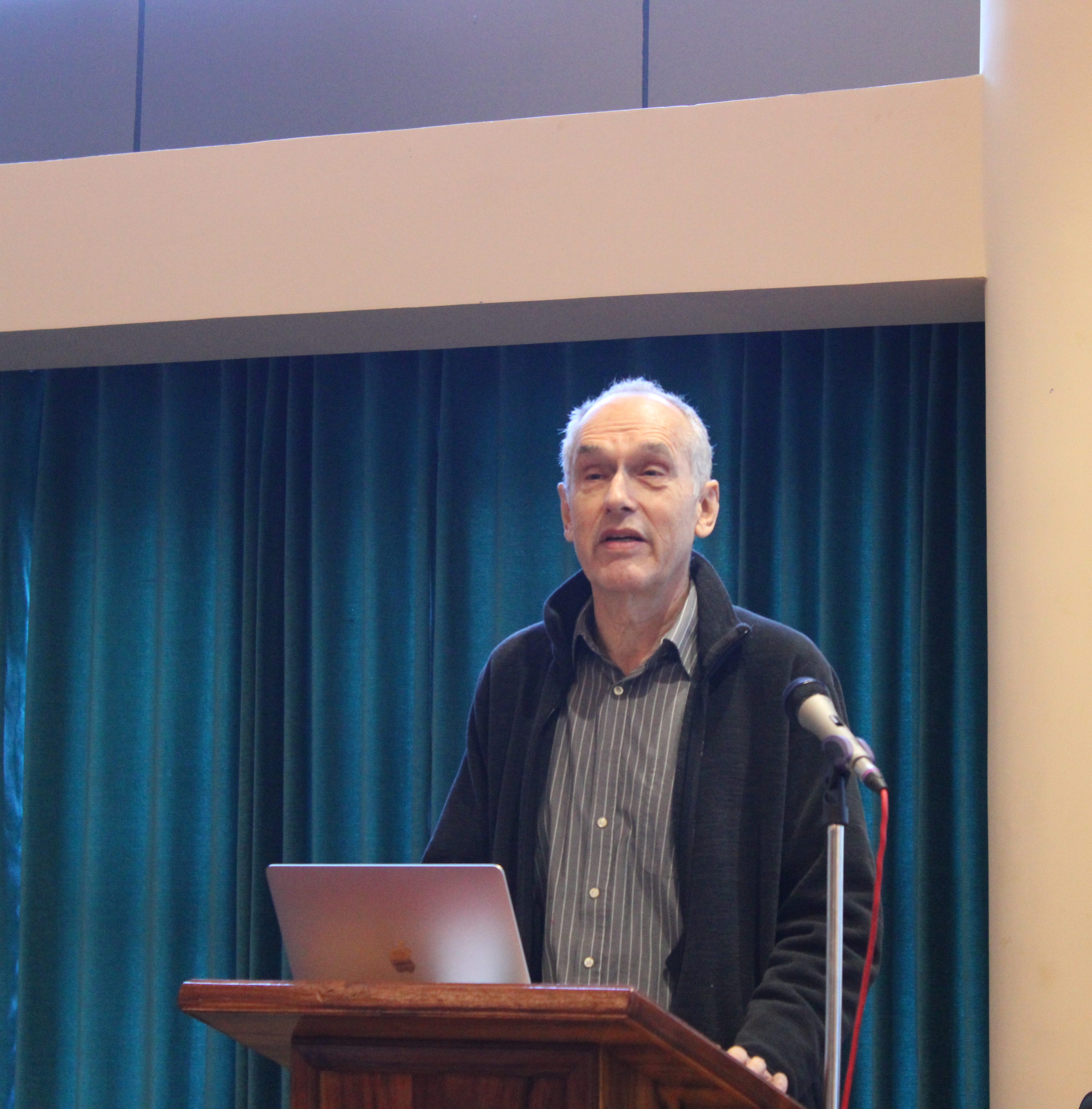
Willem van Schendel (2024)

Willem van Schendel (* 1949 in Amsterdam) ist ein niederländischer Historiker. Er ist Professor für moderne asiatische Geschichte an der Universiteit van Amsterdam und war von 2007 bis 2009 Gastprofessor am Fachbereich Geschichte der New York University.

## Leben
Er erhielt seinen MA in Soziologie und Anthropologie im Jahr 1975 von der Universiteit van Amsterdam. An derselben Universität erlangte er 1980 seinen Doktortitel. Von 1980 bis 1996 war er Professor an der Fakultät für Gesellschaftsgeschichte der Erasmus-Universität Rotterdam und ab 1996 ist er Professor für moderne asiatische Geschichte an der Universiteit van Amsterdam. Er ist ein renommierter Historiker, der auf dem Gebiet der südasiatischen Geschichte Beiträge geleistet hat und 2002 den Begriff Zomia geprägt hat. Geografisch beziehen sich auf die, „the huge mass of mainland Southeast Asia that has historically been beyond the control of governments based in the population centers of the lowlands.“ Später verwendete der renommierte Anthropologe James C. Scott von der Yale University das Konzept in seinem Buch The Art of Not Being Governed: An Anarchist History of Upland Southeast Asia. Mit den Worten von James C. Scott, „The term Zomia I owe entirely to Willem van Schendel, who was perceptive enough to realize that this huge upland border area stretching in the west to India (and well beyond, in his view) was distinctive enough to merit its own designation. In sketching out an intellectual case for “Zomia studies” as a field of research, he called into question the routine ways in which we think about area or region. I enrolled as a foot soldier in the Zomia army (psychological warfare branch) immediately after reading his persuasive argument for the term.“ Seine weiteren bemerkenswerten Beiträge sind das Schreiben der Geschichte Bangladeschs, der Grenzgebiete und der mehr als menschlichen Geschichte des Subkontinents. Schließlich war und ist er Herausgeber und Redaktionsmitglied einiger der führenden Fachzeitschriften, darunter The Oxford Research Encyclopedia of Asian History. Laut Google Scholar wurde er in der wissenschaftlichen Literatur mehr als 7000 Mal zitiert.

## Veröffentlichungen (Auswahl)
Van Schendel hat zahlreiche Bücher zur Geschichte Südasiens veröffentlicht und ist Autor und bzw. Ko-Autor der folgenden Bücher und Zeitschriftenartikel (ausgewählt):
- van Schendel, Willem. (1995). Reviving a Rural Industry: Silk Producers and Officials in India and Bangladesh, 1880s to 1980s.
- van Schendel, Willem. (2005). The Bengal Borderland: Beyond State and Nation in South Asia. (Anthem press)
- van Schendel, W. (2009). A history of Bangladesh. Cambridge University Press.
- Pachuau, J. L. K., & van Schendel, W. (2022). Entangled Lives: Human-Animal-Plant Histories of the Eastern Himalayan Triangle. Cambridge University Press. doi:10.1017/9781009215480
- Pachuau, J. L. K., & van Schendel, W. (2015). The camera as witness: a social history of Mizoram, North East India. New York: Cambridge University Press.
- “Geographies of knowing, geographies of ignorance: jumping scale in Southeast Asia.” Development and Planning D: Society and Space 20: S. 647–668. Reprinted in: Paul Kratoska, Remco Raben and Henk Schulte Nordholt (eds), Locating Southeast Asia: post-colonial paradigms and predicaments, Singapore 2005, S. 275–307.
- Willem van Schendel & Michiel Baud, “Towards a comparative history of borderlands.” Journal of World History 8,2: S. 211–242.
- “The invention of the ‘Jummas’: state formation and ethnicity in Southeastern Bangladesh.” Modern Asian Studies 26,1: S. 95–128.
- “Stateless in South Asia: the making of the India-Bangladesh enclaves.” The Journal of Asian Studies 61,1: S. 115–147.
- “The dangers of belonging: tribes, indigenous peoples and homelands in South Asia.” In: D. J. Rycroft and S. Dasgupta (eds), The politics of belonging in India: becoming Adivasi, London, S.  19–43.
- Willem van Schendel & E. de Maaker, “Asian borderlands: introducing their permeability, strategic uses and meanings.” Journal of Borderlands Studies 29,1: S. 3–9.